# Nici Sterling
Nici Sterling (nascida como nome de Nicola Rachel Norman, em 17 de janeiro de 1968, em Epsom, Surrey, Inglaterra) é uma ex-atriz pornográfica britânica.

## Carreira
Sterling começou sua carreira profissional em modelagem na Inglaterra, onde trabalhou como modelo de topless e de nu, principalmente aparecendo no jornal Daily Sport.
Foi enquanto trabalhava como modelo para o Daily Sport, que Sterling fez sua estreia no mundo da pornografia, quando o Daily Sport criou uma competição para os seus leitores, em que 10 leitores poderiam ganhar a chance de participar em uma orgia sexual com Sterling, que seria filmado e depois vendido como um filme pornô.
Depois dessa estreia, ela se mudou para os Estados Unidos em meados dos anos 1990 para trabalhar no cinema cinema pornô americano.
Em 1996, ela ganhou um prêmio especial da AVN, creditando-a como sendo a atriz mais bonita da indústria.
Encerrou sua carreira em 2006 e em 2007, foi introduzida no Hall Of Fame do AVN.

## Vida pessoal
Sterling está casada com o ator pornô Wylde Oscar desde 1991. Desde sua retirada, não fez qualquer trabalho recente e tem se concentrado seu tempo com sua família.
Sterling considera-se ser bissexual, afirmando quando ela era uma adolescente, tinha um relacionamento amoroso com outra mulher.
IMDB
IAFD
(...)